# Kutyén
Kutyén románul: Cutin, település Romániában, Erdélyben, Hunyad megyében.

## Fekvése
Erdőhát (Dumbrava) mellett fekvő település.

## Története
Kutyén (Cutin) korábban Erdőhát (Dumbrava) része volt.
1941-ben 89 román lakosa volt. 1956-ban 86 lakosélt itt, 1966-ban 75, 1977-ben 67, 1992-ben 43, a 2002-es népszámláláskor pedig 35 román lakosa volt a településnek.